# Mine d'Antaibu
 (mars 2025).
La mine d'Antaibu est une mine de charbon à ciel ouvert situé près de la ville de Shuozhou en Chine. Elle serait la plus importante mine charbonnière à ciel ouvert du pays.